# Стефан Првомученик
Свети Стефан (назван Првомученик) је био архиђакон првобитне Јерусалимске цркве и сродник апостола Павла.
Стефан је био први од седам ђакона, које су свети апостоли рукоположили и поставили на службу око помагања сиромашних у Јерусалиму. Зато је назван архиђаконом. Био је Јеврејин који је живео у грчким областима Римског царства.
Православна црква, другог дана по Божићу, молитвено се сећа Светог првомученика — архиђакона Стефана.

## Биографија
Стефан је био Јеврејин, и то припадник оног јеврејског народа који су живели у грчким областима и говорили грчким језиком. Био је у сродству са апостолом Павлом, који у време Стефановог мучеништва још увек није прихватио хришћанско учење.
Страдање Светог Стефана збило се годину дана после силаска Духа Светога на апостоле, односно више од године дана од када се Исус Христос вазнео на небо. Свети Стефан је први хришћанин који је страдао за Господа и зато се назива Првомучеником. Његово мучеништво потресно је описано на страницама Светог писма Новог завета.
Свети Стефан се назива Архиђаконом, јер је био први од седам ђакона које су свети апостоли поставили на службу око помагања сиротињи у Јерусалиму.
Како каже библијско сведочанство, Свети архиђакон Стефан био је, као и дванаест великих апостола, надахнут силом Духа Светога. Чинио је многа чудеса, помагао људима и сва та његова добра дела помињу се у Светом писму Новог завета. У тој првој години по страдању и Вазнесењу Христовом, Свети Стефан је огромном снагом своје вере, својих речи и дела подсећајући на речи закона и пророка Старог завета, доказивао Јеврејима, својим сународницима, да су они заиста убили Месију, очекиваног толико векова. Због тога је међу својим ближњима имао много непријатеља, али их је увек побеђивао својим јасним и истинитим речима. Како нису могли другачије спречити његово проповедање, прибегли су, уз помоћ лажних сведока, клевети да је хулио на Бога и Мојсија, баш као што се збило и са Исусом Христом. Тако су народне духовне старешине побуниле народ против Светог Стефана. Као и Христа, Стефана су лажно оптужили и ухапсили. После хапшења, уследило је суђење.
На суђењу Свети Стефан је одлучно и разложно побијао једну по једну клевету лажних сведока. Изложио је, јасно и са великим поштовањем, целу историју Израиља од Аврама, који је први добио обећање о доласку Месије до Мојсија, о којем је говорио са великим страхопоштовањем и уважавањем. Но, истина о Месији још више је разгневила свештеничке и народне поглаваре. У том узаврелом тренутку, Архиђакон Стефан погледа у небо и то што је угледао објави свима присутнима: „Ево, видим небеса отворена и сина човечјег где стоји с десне стране Бога." То је разјарило све његове судије те Архиђакона Стефана изведоше из града и убише камењем.
Међу присутним мучитељима био је и Стефанов рођак Савле. Он је касније, искрено се покајавши, спознао истину о Господу Исусу Христу, примио његово учење и свето крштење, и остатак земаљског живота провео као апостол Павле, проповедајући јеванђељску истину, ширећи Христову реч и оснивајући црквене заједнице.
А тога дана, када су Јевреји каменовали архиђакона Стефана, стајала је подалеко на једној узвишици Пресвета Богородица, са светим Јованом Богословом, гледајући мучеништво овог првог мученика за истину њеног Сина и молећи се усрдно Богу за његову душу.
Свети првомученик Стефан, када је пострадао имао је нешто више од 30 година. Његове последње речи су биле: „Господе, не урачунај им грех овај“.
Архиђакон Стефан је дао, и дан данас даје пример мучеништва и безпоговорног страдања свим хришћанима. Његов пример најбоље објашњава речи да је „крв мученика семе Цркве“.
Мошти светог првомученика Стефана су пронађене близу Јерусалима 415. године, потом пренете на Сион, а нешто касније су биле похрањене у Цариграду.

## Стефандан
Свети Стефан се прославља 9. јануара по јулијанском календару, док се по грегоријанском слави 27. децембра. Стефандан је била крсна слава Немањића па после тога и Стефана Твртка Првог Котроманића,, а данас је и крсна слава Републике Српске. Такође је била и крсна слава српске средњовековне породице Бранковић. За Немањиће постоји и друга претпоставка да им је слава била свети архангел Михаило. У Црној Гори се поред Стефандана користи и назив Шћепандан.